# اقداش (کبودرآهنگ)
اقداش (کبودرآهنگ)، روستایی از توابع بخش شیرین‌سو شهرستان کبودرآهنگ در استان همدان ایران است.

## جمعیت
این روستا در دهستان مهربان علیا قرار دارد و براساس سرشماری مرکز آمار ایران در سال ۱۳۹۵، جمعیت آن ۱۶۸ نفر (۵۳خانوار) بوده‌است.